# Все сады мира
«Все сады мира» (фр. Tous les jardins du monde; англ. The Garden: Visions of Paradise) — иллюстрированная монография 1994 года о садах и культурной истории садоводства. Она была написана франко-нидерландским садовым дизайнером и ландшафтным архитектором Габриэлой ван Зёйлен и опубликована в карманном формате издательством Éditions Gallimard в качестве 207-го тома коллекции Découvertes (известной как Abrams Discoveries в США, New Horizons в Великобритании и «Открытие» в России).

## Обзор
Книга является частью серии «Культура и общество» (ранее относилась к серии «Искусство жить») коллекции Découvertes Gallimard. Она создана в соответствии с традицией коллекции Découverte, основанной на обильной изобразительной документации и объединении визуальных документов и текстов, а также печати на мелованной бумаге. Французский журнал L’Express характеризует книги серии как «подлинные монографии, изданные как книги по искусству» или «графический роман».
«Все сады мира» переиздавались несколько раз и были переведены на английский (американский и британский варианты), итальянский, японский, русский, корейский, турецкий, традиционный (Тайвань) и упрощенный китайский (Китай) языки. Обновлённое издание вышло в 2013 году с почти той же обложкой (с корректировкой цвета).
Обратившись к теме потерянного рая, Габриэла ван Зюилен прослеживает в своей книге историю садов, начиная с Книги Бытия. Если следовать ей, то история садов так же стара, как и история мира, поскольку именно богу пришла в голову идея создать первое «зелёное пространство» на этой тогда ещё пустынной земле, где не было ни кустов, ни травы. Он также поместил туда человека, созданного им самим. Со времени утраты рая человек не перестаёт пытаться воссоздать его искусственно. Сады играли важную роль в политической, религиозной, философской жизни человека. С другой стороны, отмечает автор, сад предназначался для эстетического наслаждения, чисто художественного, соответствующего состоянию вдохновения при создании картины, то есть служил местом исключительно для искусства и удовольствия.

## Содержание
«Все сады мира», посвящённые истории западных садов, охватывают периоды античности (глава I, «Сады античности и наследие ислама: месопотамские, персидские, греческие и римские сады»), средневековой Европы (глава II, «Средневековый сад»), Италию эпохи Возрождения (глава III, 'Сады Италии эпохи Возрождения'), классической Франции (глава IV, «Торжество формальности: классический французский сад»), Англии XVIII века (гл. V, «Высаженные картины: английский пейзажный сад») и современности (глава VI, «От эклектики к модерну», где, например, описывается Парк Андре Ситроена).
Вторая часть книги, раздел «Документы», содержит сборник отрывков из источников, разделённый на семь частей:
- Происхождение европейских садов;
- Средневековые сады;
- Возрождение;
- Королевские сады Франции;
- Искусство или природа?;
- Разнообразие садов в XX веке;
- Сады Нового Света.

Книгу завершают глоссарий, список великих европейских садов, выдержки из Флорентийской хартии, библиография, список иллюстраций и указатель.
Ван Зюилен следующим образом объясняет в своей книге происхождение и значение ряда исторических терминов:
- Персидский parádeisos: благодаря Александру Македонскому греки познакомились с феноменом декоративного сада — персидским parádeisos, который характеризуется водотоком в форме креста — чарбагом[англ.].
- Эпикуреизм как «счастье заключающееся в умеренности и изысканности», термин происходит от имени Эпикура, афинского философа и садовника.
- Genius loci как изначально место, посвящённое местному богу (духу-защитнику), позднее — особые атрибуты или особое значение участка ландшафта.
- Hortus первоначально обозначал у римлян место для выращивания овощей или фруктов, позже оно стало включать в себя водный источник, трельяж и фрески.

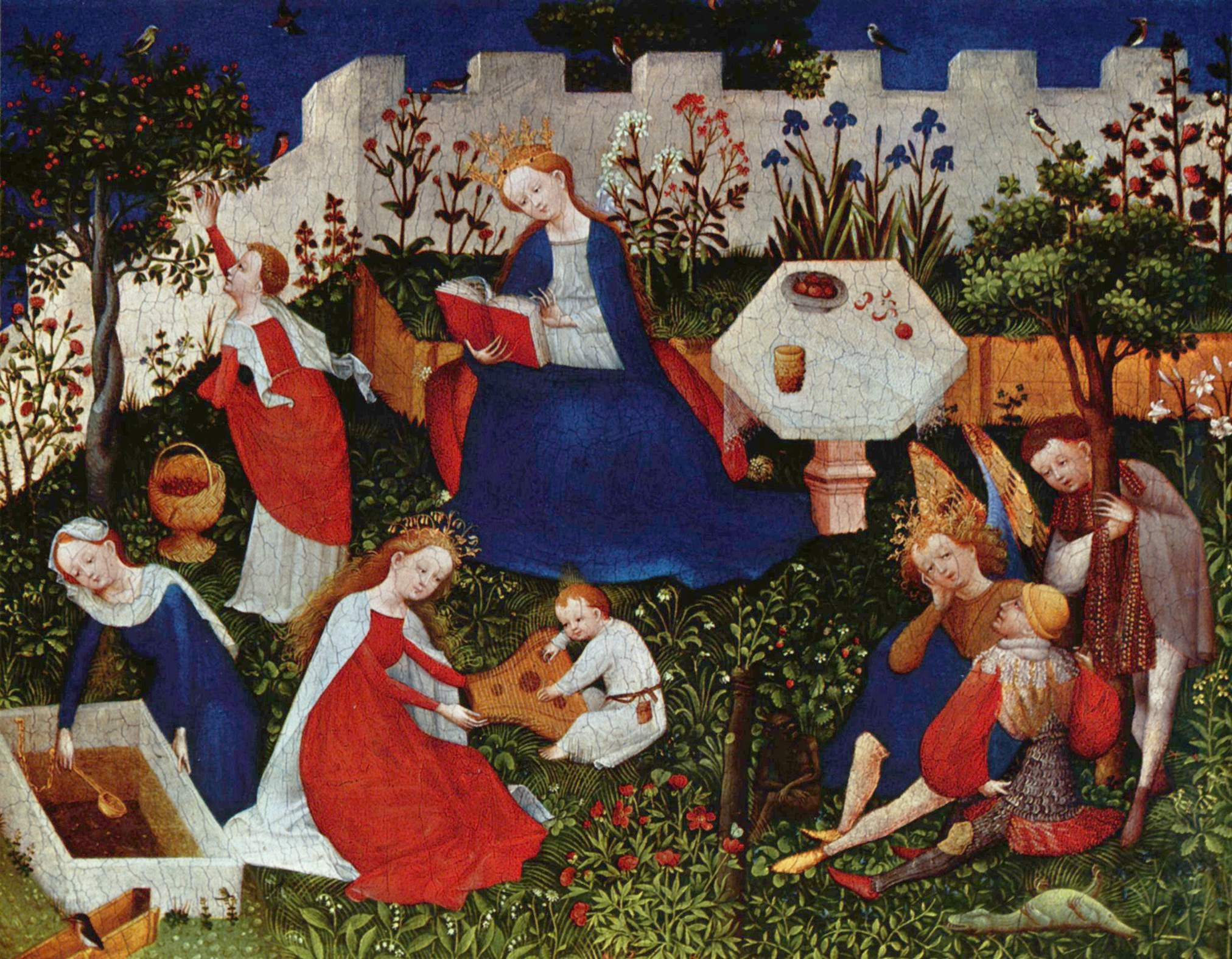
Райский сад. Неизвестный Верхнерейнский мастер, начало XV века. На картине представлены образцовый hortus conclusus и яркие свидетельства позднесредневековых садоводческих практик.

В книге обильно представлены французские источники (особенно при описании средневековых садов), такие как фрески из Папского дворца в Авиньоне и иллюстрации из Национальной библиотеки Франции. Однако автор включил также в свою работу и некоторые немецкие изображения, такие, например, как картину «Райский сад» (нем. Paradiesgärtlein).
В книге уделяется особое внимание классической французской садовой культуре и династиям известных садовых дизайнеров: Клоду и Жаку Молле (изобретателям parterres de broderie), Андре Ленотру (создателю садов в Во-ле-Виконте и Версале, а также Люксембургского сада).
Упоминается также и менее известная фигура — Питер Йозеф Ленне, прусский садовник и ландшафтный архитектор XIX века, работавший в Потсдаме и Берлине (Кляйн-Глинике, Пфауенинзель и Тиргартен).
Далее автор рассказывает о том, как после создания венского Пратера как первого общественного парка Наполеон III около 1850 года поручил префекту департамента Сена барону Жоржу Эжену Османну заняться реконструкцией Парижа. Осман работал с инженером Адольфом Альфаном и садовником Жан-Пьером Барий-Дешамом, они превратили закрытый охотничий Булонский лес в парк отдыха для парижской публики. В то же время Фредерик Ло Олмстед воплотил в жизнь проект Центрального парка в Нью-Йорке.
В современной эпохе ван Зёйлен выделяет сады Гертруды Джекилл (Манстед Вуд), Виты Сэквилл-Уэст (сад замка Сиссингхерст) и майора Лоуренса Джонстона (сад поместья Хидкот). Автор определяет нынешний канон хорошего сада таким образом: формальная структура в сочетании с неформальной посадкой преимущественно многолетних растений.
Ван Зуилен резюмирует в конце своего повествования:
Создание садов, как и другие виды искусства, опирается на прошлое и смотрит в будущее. Традиции и инновации — основа его самого и его истории. Дизайн сада — это визуальное выражение взаимоотношений между людьми, их природной средой и господствующими культурными ценностями […] Садоводы во всём мире разделяют общую цель: создать уединённое место, каким бы ограниченным оно ни было по пространству или очарованию, которое предлагает убежище от напряжённой современной жизни, место, где люди могут вновь общаться с природой и чувствовать пульс нашей живой, растущей планеты

## Интервью
В интервью Ван Зуилен Éditions Gallimard по случаю публикации «Всех садов мира» она заявила, что удовольствие — это основная цель сада, сады всегда называли «садами удовольствий». Она также выделила три основных функции сада: священную — «священная оградка», место, благословенное богами, демонстрацию силы — великие сады Кира в Персии были чудесным раем, но также и средством демонстрацией силы, домашнюю — небольшие, нужные и популярные городские сады.
Ван Зуилен также отмечала в интервью, что римляне были первыми, кто стал заботился об эстетике природы, для них сад был аналогом архитектуры. В средние века сад тоже играл очень важную роль, но в другом смысле: он был обнесён стеной, защищён снаружи. Таким образом он был тайным, садом наслаждений, театром любви. Во Франции преобладали большие классические сады в Во-ле-Виконте и Версале, которые принадлежали монархам. В Англии XVIII века же напротив доминировали ландшафтные садым созданные крупными землевладельцами и находящиеся вдали от королевского двора. Автор охарактеризовал сад как зеркало, отражение социальной, политической и художественной истории цивилизации.

## Отзывы
На ресурсе Babelio книга удостоилась средней оценки в 3,68 из 5 баллов на основе 17 отзывов, на Goodreads — 3,33 из 5 в США на основе трёх оценок, 4,25 из 5 в Великобритании на основе 8 рецензий, то есть получив «в целом положительное мнение».
Анонимный рецензент французского журнала L'ŒIL оценил книгу как «увлекательную».